# Hyloxalus idiomelus
Espèce
Synonymes
- Colostethus idiomelus Rivero, 1991
- Colostethus idiomelas Rivero, 1991

Statut de conservation UICN

 DD  : Données insuffisantes
Hyloxalus idiomelus est une espèce d'amphibiens de la famille des Dendrobatidae.

## Répartition
Cette espèce est endémique du Pérou. Elle se rencontre dans la province de Bellavista dans la région de San Martín et dans la Ucayali dans la région de Loreto de 1 620 à 2 840 m d'altitude dans la cordillère Centrale.

## Description
Les mâles mesurent jusqu'à 24,8 mm et les femelles jusqu'à 27,8 mm.

## Publication originale
- Rivero, 1991 : New Colostethus (Amphibia, Dendrobatidae) from South America. Breviora, no 493, p. 1-28 (texte intégral).